# Майнот (Північна Дакота)
Майнот (англ. Minot) — місто (англ. city) в США, адміністративний центр округу Ворд штату Північна Дакота. Населення — 48 377 осіб (2020), четверте за величиною місто у штаті Північна Дакота. Майнот лежить на річці Суріс.

## Історія
Місто було засноване 1886 року у зв'язку з будівництвом Північної залізниці. Місто виникло буквально за одну ніч і тому дістало прізвисько «чарівне місто». Майнот названо на честь інвестора Генрі Дейвіса Майнота. У часи сухого закону Майнот був перевантажною базою для підпільної торгівлі алкоголем Аль Капоне.
1969 року велика частина міста була зруйнована повінню. Повінь повторилося 2011 року.

## Географія
Майнот розташований за координатами 48°14′2″ пн. ш. 101°17′27″ зх. д. / 48.23389° пн. ш. 101.29083° зх. д. (48.233938, -101.290746).  За даними Бюро перепису населення США в 2010 році місто мало площу 45,20 км², з яких 45,14 км² — суходіл та 0,06 км² — водойми. В 2017 році площа становила 70,44 км², з яких 70,35 км² — суходіл та 0,09 км² — водойми.
Майнот лежить у прерії за 170 км на північ від столиці штату Північна Дакота, міста Бісмарк. Річка Суріс протікає через місто із заходу на схід.

### Клімат
Місто знаходиться у зоні, котра характеризується вологим континентальним кліматом з теплим літом. Найтепліший місяць — липень із середньою температурою 20.9 °C (69.7 °F). Найхолодніший місяць — січень, із середньою температурою -11 °С (12.2 °F).
| Клімат Майнота          | Клімат Майнота | Клімат Майнота | Клімат Майнота | Клімат Майнота | Клімат Майнота | Клімат Майнота | Клімат Майнота | Клімат Майнота | Клімат Майнота | Клімат Майнота | Клімат Майнота | Клімат Майнота | Клімат Майнота |
| Показник                | Січ.           | Лют.           | Бер.           | Квіт.          | Трав.          | Черв.          | Лип.           | Серп.          | Вер.           | Жовт.          | Лист.          | Груд.          | Рік            |
| Абсолютний максимум, °C | 12             | 18             | 25             | 33             | 36             | 37             | 39             | 41             | 36             | 33             | 21             | 13             | 41             |
| Середній максимум, °C   | −6,2           | −3,7           | 2,8            | 12,7           | 19,3           | 23,9           | 27,5           | 27,3           | 20,9           | 12,8           | 2,7            | −4,7           | 11,4           |
| Середня температура, °C | −11            | −8,3           | −2,1           | 6,3            | 12,7           | 17,7           | 20,9           | 20,3           | 14,3           | 6,9            | −2             | −9,2           | 5,6            |
| Середній мінімум, °C    | −15,8          | −13            | −7             | −0,1           | 6,1            | 11,5           | 14,4           | 13,2           | 7,7            | 1              | −6,7           | −13,8          | −0,2           |
| Абсолютний мінімум, °C  | −36            | −33            | −33            | −20            | −6             | 0              | 3              | 2              | −5             | −14            | −26            | −33            | −36            |
| Норма опадів, мм        | 12.7           | 10.2           | 20.3           | 27.9           | 63.5           | 91.4           | 61             | 50.8           | 38.1           | 30.5           | 20.3           | 10.2           | 436.9          |
| Днів з опадами          | 6,6            | 4,8            | 6              | 6,8            | 9,7            | 11,3           | 9,9            | 8,1            | 6,8            | 6,3            | 5,4            | 6,6            | 88,3           |
| Днів з дощем            | 2              | 1              | 2              | 3              | 4              | 6              | 4              | 4              | 2              | 1              | 1              | 1              | 37             |
| Днів зі снігом          | 7,4            | 5,5            | 4,4            | 1,9            | 0,3            | 0              | 0              | 0              | 0,2            | 1,1            | 5,4            | 7,7            | 33,9           |
| Вологість повітря, %    | 75             | 77             | 77             | 64             | 59             | 65             | 65             | 62             | 65             | 64             | 73             | 77             | 69             |
| ----------------------- | -------------- | -------------- | -------------- | -------------- | -------------- | -------------- | -------------- | -------------- | -------------- | -------------- | -------------- | -------------- | -------------- |
| Джерело: Weatherbase    |                |                |                |                |                |                |                |                |                |                |                |                |                |

## Демографія
Згідно з переписом 2010 року, у місті мешкало 40 888 осіб у 17 863 домогосподарствах у складі 9978 родин. Густота населення становила 905 осіб/км².  Було 18744 помешкання (415/км²).
Расовий склад населення:
| - 90,2 % — білих - 3,2 % — корінних американців - 2,3 % — чорних або афроамериканців - 0,9 % — азіатів - 0,1 % — вихідців з тихоокеанських островів |

До двох чи більше рас належало 2,7 %. Частка іспаномовних становила 2,7 % від усіх жителів.
За віковим діапазоном населення розподілялося таким чином: 21,1 % — особи молодші 18 років, 63,9 % — особи у віці 18—64 років, 15,0 % — особи у віці 65 років та старші. Медіана віку мешканця становила 33,8 року. На 100 осіб жіночої статі у місті припадало 97,3 чоловіків;  на 100 жінок у віці від 18 років та старших — 96,1 чоловіків також старших 18 років.
Середній дохід на одне домашнє господарство  становив 76 624 долари США (медіана — 60 721), а середній дохід на одну сім'ю — 91 527 доларів (медіана — 78 607). Медіана доходів становила 46 274 долари для чоловіків та 37 024 долари для жінок. За межею бідності перебувало 8,1 % осіб, у тому числі 10,0 % дітей у віці до 18 років та 6,6 % осіб у віці 65 років та старших.
Цивільне працевлаштоване населення становило 25 437 осіб. Основні галузі зайнятості: освіта, охорона здоров'я та соціальна допомога — 22,3 %, роздрібна торгівля — 13,7 %, мистецтво, розваги та відпочинок — 10,1 %, сільське господарство, лісництво, риболовля — 8,1 %.

## Освіта та культура
У місті розташований Майнотський державний університет.
З 1977 тут проводиться Норвезький фестиваль, найбільший скандинавський фестиваль у Північній Америці.
У Майнот знаходиться Дакотський територіальний музей військово-повітряних сил, музей просто неба «Село піонерів», Скандинавський парк культури і парк ім. Рузвельта з зоопарком.

## Транспорт
Залізнична станція. Міжнародний аеропорт Майнот.